# Záložní plán
Záložní plán (v anglickém originále The Back-up Plan) je americká romantická komedie z roku 2010. Film natočil režisér Alan Poul podle scénáře Kate Angelové. Pro Poula, který měl dosud režijní zkušenosti s několika jednotlivými epizodami seriálů Odpočívej v pokoji či Řím, to byl režijní debut. Do amerických kin jej 23. dubna 2010 uvedla společnost CBS Films a do českých kin 17. června téhož roku společnost Falcon. Od 18. října 2010 jej na českém DVD a blu-ray začala distribuovat společnost Bontonfilm.

## Děj
Jennifer Lopezová hraje třicátnici Zoe, která pečuje o malého chromého pejska. Zatím však nenašla toho pravého, a tak dochází do skupiny Svobodné hrdé matky a právě se nechala uměle oplodnit. Náhoda ji téhož dne přivede k pohlednému Stanovi (Alex O'Loughlin), s nímž se napoprvé přetahuje o taxík, ale vzájemně v sobě najdou zalíbení. Stan provozuje sýrařskou farmu a studuje ekonomickou večerní školu. Zoe zjišťuje, že čeká dvojčata, zatímco Stan si nedovede představit, že by mohl být otcem. Na dětském hřišti Stan nachází spřízněnou duši v otci tří dětí, s nímž probírají všechny strasti těhotenství a otcovství. Pár se pak zúčastní domácího porodu Zoeiny kolegyně ze spolku Svobodných hrdých matek, který je pro oba traumatizujícím zážitkem.
Kvůli nedorozumění se se Stanem rozejdou, zatímco se Zoeina babička po 20letém vztahu rozhodla vzít se svým snoubencem Arthurem. Těsně před babiččinou svatbou přivezou Zoe kočárek, který ještě před rozchodem objednal Stan a Zoe si uvědomí, že chce být s ním za každou cenu. Na svatbě Zoe vyjde voda a spěchá za Stanem, aby si vše ještě v rychlosti vyříkali, a pak společně s ním do porodnice. Po čase se spolu zasnoubí a náhle je zaskočí Zoeina nevolnost, předzvěst dalšího těhotenství.

## Postavy a obsazení
| Jennifer Lopezová    | Zoe                                         |
| Alex O'Loughlin      | Stan                                        |
| Danneel Harris       | Olivia                                      |
| Melissa McCarthy     | Carol, další Svobodná hrdá matka            |
| Michaela Watkinsová  | Mona, Zoeina kamarádka                      |
| Eric Christian Olsen | Clive                                       |
| Anthony Anderson     | otec tří dětí z dětského hřiště             |
| Noureen DeWulf       | Daphne                                      |
| Rowan Blanchard      | Monina dcera                                |
| Tom Bosley           | Arthur, snoubenec Zoeiny babičky            |
| Maribeth Monroe      | Lori                                        |
| Linda Lavin          | Nana, Zoeina babička                        |
| Peggy Miley          | Shirley                                     |
| Jennifer Elise Cox   | prodavačka v dětském obchodě                |
| Cesar Millan         | Cesar Millan, cvičitel psů (hraje sám sebe) |

## Přijetí
Film se v první den svého uvedení na americký trh stal nejnavštěvovanějším snímkem v tamní distribuci. V sobotu 23. dubna 2010 utržil 4,26 milionu amerických dolarů. Následující den však s bezmála 5 miliony obsadil až druhou příčku. To mu v celovíkendovém srovnání vyneslo rovněž druhou příčku, a to za vítězným animovaným filmem Jak vycvičit draka, který byl v distribuci už pátým týdnem, a přesto na víkendových tržbách vydělal o 3 miliony víc. Za prvních 7 dnů utržil Záložní plán celkem 15,7 milionů amerických dolarů.

### České recenze
- František Fuka, FFFilm.name 7. června 2010: 20 % [3]
- Eliška Nová, Topzine 25. června 2010: 3 z 5 hvězdiček [12]
- Nela Christovová, Topzine 7. března 2011: 2 z 5 hvězdiček [13]

## České znění
České znění filmu v překladu Ivana Němečka a v režii Luďka Koutného pořídilo v roce 2010 studio LS Productions dabing. Jednotlivé postavy namluvili:
| Postava                | Herec/-čka           | Dabér/-ka        |
| ---------------------- | -------------------- | ---------------- |
| Zoe                    | Jennifer Lopezová    | Dana Černá       |
| Stan                   | Alex O'Loughlin      | Martin Sobotka   |
| Olivia                 | Danneel Harrisová    | Jolana Smyčková  |
| Carol                  | Melissa McCarthy     | Petra Jindrová   |
| Mona                   | Michaela Watkinsová  | Jitka Moučková   |
| Clive                  | Eric Christian Olsen | Ludvík Král      |
| otec na dětském hřišti | Anthony Anderson     | Ludvík Král      |
| Daphne                 | Noureen DeWulfová    | Nikola Votočková |
| Sara                   | Amy Blocková         | Nikola Votočková |
| Arthur                 | Tom Bosley           | Bohuslav Kalva   |
| Lori                   | Maribeth Monroe      | Kateřina Petrová |
| dr. Scott Harris       | Robert Klein         | Bedřich Šetena   |
| Nana                   | Linda Lavinová       | Radka Malá       |
| Cesar Millan           | Cesar Millan         | Martin Zahálka   |

## Zajímavosti
Jennifer Lopezové nebylo téma filmu zcela vzdálené, v roce 2008 sama porodila dvouvaječná dvojčata Emme a Maximilian.